# Demonax longespinus
Demonax longespinus är en skalbaggsart som beskrevs av Dauber 2006. Demonax longespinus ingår i släktet Demonax och familjen långhorningar. Inga underarter finns listade i Catalogue of Life.